# IC 3865
IC 3865 ist eine elliptische Galaxie vom Hubble-Typ E im Sternbild Haar der Berenike. Sie ist schätzungsweise 849 Millionen Lichtjahre von der Milchstraße entfernt. 
Das Objekt wurde am 27. Januar 1904 von Max Wolf entdeckt.